# 沙月ふみの
沙月 ふみの（さつき ふみの、1996年10月4日 - ）は、日本のAV女優。NAX所属。

## 略歴
2023年11月、マドンナの専属女優としてAVデビュー。
2024年4月21日、東京・レフカダ新宿「スナックNAXイベント処女喪失記念SP」に出演。これがイベントデビューとなった。同年8月ごろに上京。
2025年3月より企画単体に移行する。同年4月には初の書籍写真集『ねえ?ふーみん』（竹書房）を発売。
2025年5月には『TREND GIRLS撮影会2025』に参加し、大人可愛さでファンを魅了したことが報道された。

## 人物
趣味は読書。特技は水泳、バドミントン。おすすめ本としては太宰治の『斜陽』と三秋縋の『君の話』を挙げている。
自分の体に自信を持ちたくてAV女優になった。
マドンナ専属時代は基本ドラマもの且つ台詞量も多かったため、ルーズリーフに台詞をすべて書き起こす方法で台本を覚えた。このためアドリブ要素が強いもの、現場のノリで台本を変えていくような作品作りはキカタン転向でだいぶ慣れたものの不安はあるという。

## 作品
◎はBD版発売作品。

### アダルトDVD / BD
- こんなイイオンナに沼りたい―。 沙月ふみの 28歳 AV DEBUT 無意識に男を依存させる、触れたら危険な人妻―。（11月28日、マドンナ）◎
- 夫と子作りSEXをした後はいつも義父に中出しされ続けています…。（12月26日、マドンナ）

- 受付嬢NTR 〜出張中の1週間、傲慢上司に寝取られた妻～（1月30日、マドンナ）
- 銭湯の看板妻・ふみのさんは恥じらいながら童貞学生たちを甘く優しく筆下ろす。（2月27日、マドンナ）
- 結婚式記録ビデオNTR 人生で一番幸せな瞬間、愛する妻は密かに寝取られていた。（3月26日、マドンナ）
- 愛を認めさせたくて妻と絶倫の後輩を2人きりにして3時間…抜かずの追撃中出し計16発で妻を奪われた僕のNTR話（4月23日、マドンナ）
- 学生時代のセクハラ教師とデリヘルで偶然の再会―。その日から言いなり性処理ペットにさせられて…。（5月28日、マドンナ）
- 新婚5か月、妻より先に妻の妹を孕ませてしまった…。（6月25日、マドンナ）
- 町内キャンプNTR テントで何度も中出しされた妻の【閲覧注意】寝取られ映像（7月23日、マドンナ）
- 旅先Wブッキング人妻交換 ～予約していたはずの旅館がひと部屋しか空いていない。～（8月27日、マドンナ）
- 取引先の女に仕掛けられた『極上』という名の絶望 ハニートラップ（9月24日、マドンナ）
- 身も心も相性抜群の2人―。“想い”と“唇”が重なる濃密接吻ソープ（10月22日、マドンナ）
- 【VR】初VR沙月ふみの 超高画質8K 「ごめんね、主人が帰ってくるまでいいかな？」ゲリラ豪雨でカギを落として新卒の僕を誘う隣の奥さん性欲過多な濡れ髪人妻の中出しOK床ドン騎乗位誘惑（11月8日、マドンナ）
- 累計100000DL越え！！ 限界突破！！背徳交尾5本番！！ 原作:バッドエンドドリーマー 寝取らせ、ご検討ください 夫公認不倫にハマった人妻の快楽劇を 完結編まで全て実写化！！ 沙月ふみの（11月26日、マドンナ）
- 寝取らせ串刺し輪● 愛する妻を深奥まで犯し尽くして下さい―。 沙月ふみの（12月24日、マドンナ）

- 「風俗経験なし」と言っていた婚約者が凄テク過ぎて疑心暗鬼にヌカれまくる僕。 沙月ふみの（1月28日、マドンナ）
- 愛液だらだらおマ〇コを濃厚クンニと絶倫チ〇ポで満たす叔父の逆PtoM性交 沙月ふみの（2月25日、マドンナ）
- なぜ妻がいる俺の傍らに―、隣の奥さんがいるのでしょうか？ ’セックスレス解消’のために3Pを提案する世話好きママ友。（3月25日、マドンナ）[9]
- 池袋ファインモーション 沙月ふみの（4月18日、NANA）
- 【VR】【8K VR】【地味眼鏡】の図書館司書は脱いだらめちゃシコドスケベセフレ 沙月ふみの（4月29日、unfinished）
- 【VR】【8K VR】全視野180°超天井特化＜極＞ 友人夫婦と4人で温泉旅行。皆が寝付いた夜。友人の奥さんが僕を誘惑してきて逆夜●い。布団の中で汗だくこっそり内緒のお互いW不倫中出し！ 沙月ふみの（5月27日、unfinished）
- 奇跡的なサイズ、形、ハリのおっぱいから腰のくびれ、細い脚。お腹もまったく弛んでおらず、すんごい身体。エロ黒姉さん 沙月ふみの（5月27日、MERCURY）

### ネット配信
- 配信限定 マドンナ専属女優の『リアル』解禁。 MADOOOON!!!! 沙月ふみの ハメ撮り（2024年9月30日、マドンナ）

### イメージビデオ
- Fumino 海と木立のラプソディー・沙月ふみの（2025年1月23日、REbecca）

## 出演

### イベント
- スナックNAXイベント処女喪失記念SP（2024年4月21日、レフカダ新宿）[3]